# Milan Čop
Milan Čop (ur. 5 października 1938 w Slavonskim Brodzie) – chorwacki piłkarz występujący na pozycji obrońcy.

## Kariera klubowa
Čop karierę rozpoczynał w zespole NK Borovo. W 1962 roku został graczem pierwszoligowej Crvenej zvezdy. W sezonie 1963/1964 zdobył z nią mistrzostwo Jugosławii oraz Puchar Jugosławii. Zawodnikiem Crvenej zvezdy był przez pięć sezonów.
W 1967 roku Čop przeszedł do amerykańskiego Oakland Clippers, z którym w sezonie 1967 występował w rozgrywkach NPSL, a w sezonie 1968 w NASL. W 1969 roku odszedł do francuskiego drugoligowca, AS Nancy. W sezonie 1969/1970 awansował z nim do pierwszej ligi. Zadebiutował w niej 12 sierpnia 1970 w przegranym 0:5 meczu z AC Ajaccio. W Nancy Čop grał do końca sezonu 1970/1971.
Potem w 1974 roku grał w amerykańskim San Jose Earthquakes, który był jego ostatnim klubem w karierze.

## Kariera reprezentacyjna
W reprezentacji Jugosławii Čop zadebiutował 27 października 1963 w przegranym 1:2 towarzyskim meczu z Rumunią. W 1964 roku został powołany do kadry na Letnie Igrzyska Olimpijskie, zakończone przez Jugosławię na ćwierćfinale. W latach 1963–1964 w drużynie narodowej rozegrał 10 spotkań.